# Музика Китаю

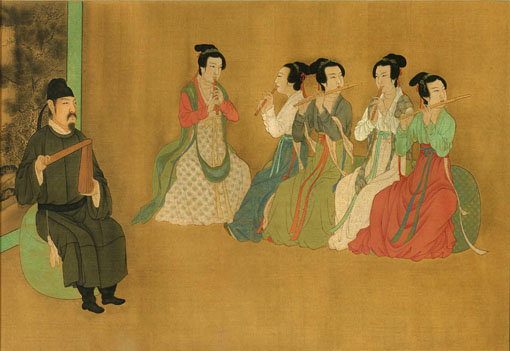
Китайські музиканти грають в пайбан, гуань (циліндричні гобої) та ді (поперечні флейти).

Музика Китаю — одна з найдавніших у світовій музичній культурі. Першою фіксацією китайської музики є «Ши цзін» («Книга пісень») — антологія народних пісень, ритуальних гімнів та од давнього Китаю, датованих 11-6 ст. до н. е., зібрання та впорядкування якої приписують Кун Цзи. Окрім власне зібрання музичних творів різних жанрів, у Ши цзін згадано більш як 25 музичних інструментів, серед яких є струнні щипкові (цинь, се), духові (юа, ді, шен, гуань) та ударні інструменти (чжун тощо).
Народна китайська музика переважно одноголоса, основана на пентатоніці (склалася у 7 ст. до н. е.), пізніше з'явилася 7- звукова та 12-звукова системи. Серед музичних інструментів у традиційному оркестрі біля 100 різновидів: струнні, духові, ударні.
Перший твір, що дійшов до наших часів у нотному запису (ієрогліфічна система), п'єса «Юланьпу» («Самотня орхідея», приписувана Цю Міну (6 ст.).
У 12-13 ст. формувалася китайська опера, яка об'єднувала спів у супроводі оркестру, драматичний діалог, танок та пантоміму. У 15-16 столітті театральне мистецтво досягло високого рівня. Яскравий представник того часу — актор та композитор Вей Лянфу. Оркестрова музика розвивалася в середині 17 століття. З 17 ст. до новітніх часів китайська музика залишалася традиційною. На рубежі 19-20 ст. на неї почала впливати європейська музика.
У червні 2019 року за підтримки Штаб-квартири Інституту Конфуція НМАУ та Центральною консерваторією музики (ЦКМ) був заснований Музичний центр Конфуція при НМАУ імені П.І. Чайковського. Завдання Центру — бути осередком досліджень китайської музики і культурного обміну серед країн «Один Пояс, Один Шлях» для Центрально-Східної Європи та всього світу.

## Музична культура Стародавнього Китаю

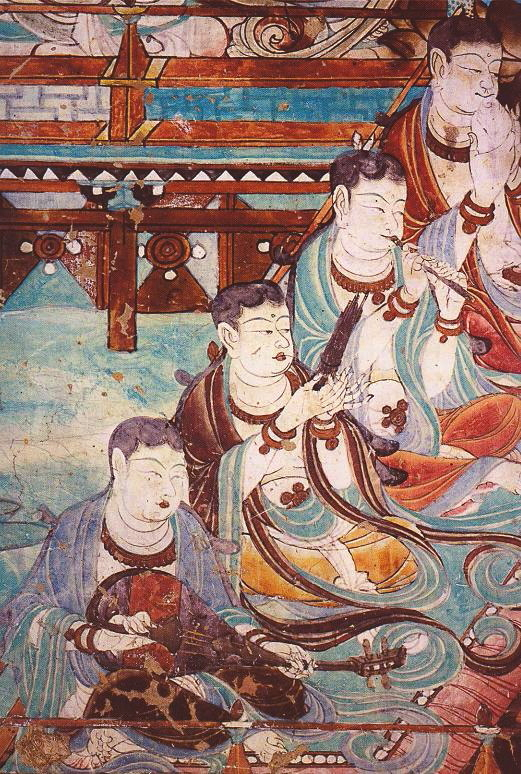
Музиканти в раю, Печера Юлінь 25, Династія Тан

Початковий етап формування музичної культури Китаю співвідноситься з інською епохою, коли, за свідченням написів на ворожильних кістках, виділився особливий «музичний комплекс», позначений у традиції як «музика-юе», що поєднував у собі гру на музичних інструментах, спів і танець. Починаючи з інської епохи та в усі наступні історичні періоди «музичний комплекс» був неодмінним компонентом сценарію проведення обрядових акцій і офіційних церемоній релігійного, світського і світсько—етикетного характеру. Найбільша особливість давньокитайської музики її інтонаційний лад — пентатоніка (тобто звукоряд із п'яти основних нот, кит. «п'ять звуків» — у шені).
Документальні джерела та археологічні розкопки свідчать, що при династії Шан і Чжоу вже існувала висока музична культура. В епоху Весни та Осені було відомо про більш ніж 80 видів музичних інструментів. Під час розкопок ранніх поховань епохи Супротивних царств (у травні 1978 р.) був виявлений набір з 124 музичних інструментів серед яких були:
- цинь (семиструнний щипковий інструмент);
- се (25 струнний щипковий інструмент);
- чи (горизонтальна бамбукова флейта);
- сяо (вертикальна бамбукова флейта);
- шен (язичковий інструмент);
- барабани з кістки;
- група  ударних із 65 дзвонів, кожен з яких може видавати два звуки через інтервал окремо, а разом вони утворюють музичний ряд в п'ять з гаком октав, включаючи в себе 90 музичних тонів. Знайдені нахідки свідчать про склад оркестрів того часу.

## Найдавніші музичні інструменти Китаю

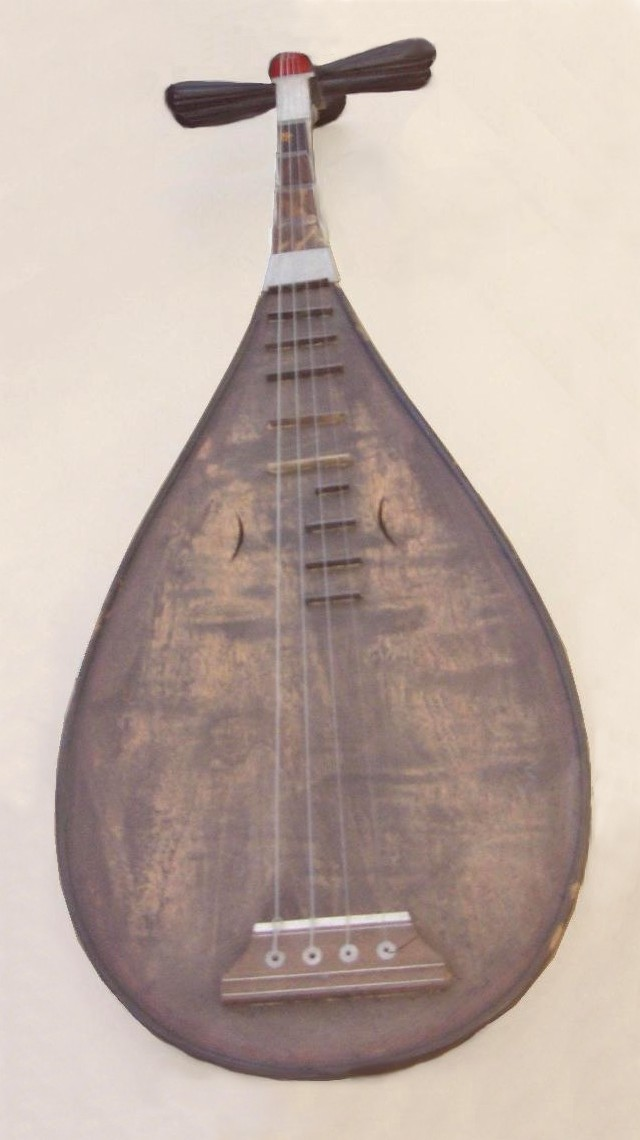
Піпa (китайська лютня)
Династія Цин.

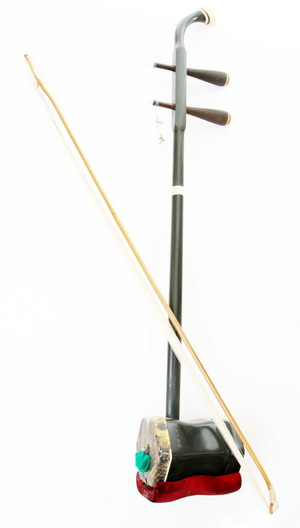
Ерху.

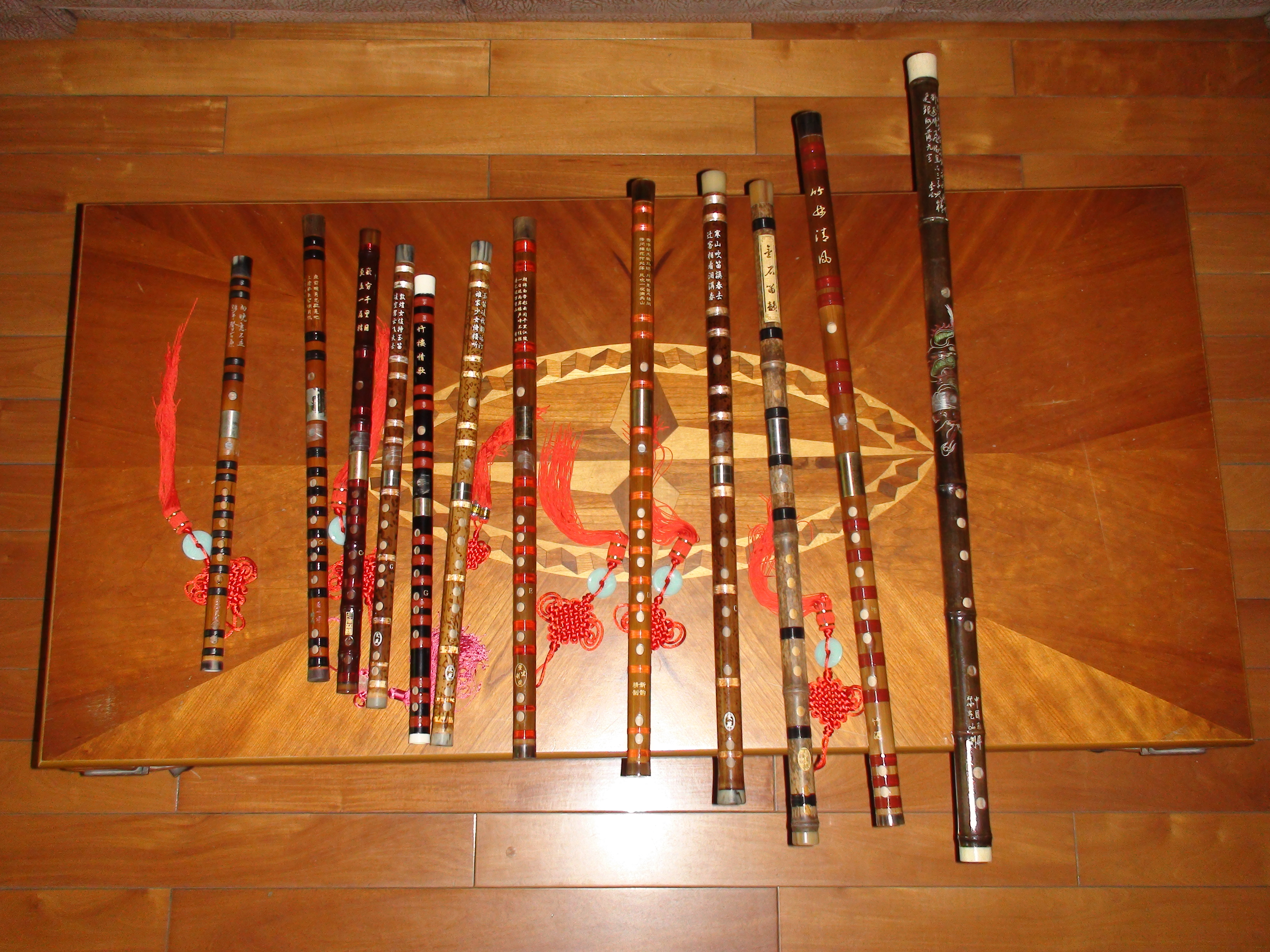
Різноманітні розміри Ді.

Давньокитайські музичні інструменти поділялись на три основні групи: струнні, духові, ударні, які продовжували існувати й у ханський час для виконання «вишуканої» музики. Разом з ними в 1-2 ст. у Китаї поширюються зовсім нові музичні інструменти, запозиченні у сусідніх народів.
Струні щипкові — се і чжень горизонтально орієнтовані багато струнні інструменти. Був і вертикальний різновид — цисяньцинь, який вважають прототипом європейської цитри. У китайській поезії був символом краси та гармонії
Цисяньцинь (кит. ци — «сім», сянь — «струни», цинь — «струнний інструмент») — китайський 7-струнний щипковий музичний інструмент, з дерев'яним корпусом має широкий діапазон, ніжний та м'який звук, різновид цитри. Має корпус у вигляді дерев'яного ящика (довжина 100—120 см, шириною близько 20 см); струни виготовлені із шовку та мають різну товщину. У III ст. до н.е цей інструмент входив до складу придворного оркестру я-юе (музика офіційних церемоній) і був найхарактернішим інструментом класичної давньокитайської музики. За матеріалом належить до категорії «шовкові інструменти».
Друга різновидність щипкових — янь-цинь (орієнтований горизонтально) грають спеціальними паличками-молоточками.
Піпа — китайський струнний щипковий музичний інструмент грушоподібної форми з 4-5 струнами, подібний до лютні; діапазон до 3 октав, звукоряд хроматичний; застосовується в сольній та ансамблевій грі, а також для супроводу співу та читання віршів.
Струни шовкові (рідше-металеві), закріпленні за допомогою кілків та струноутримувача. Довжина інструменту — біля 100 см, ширина 30-35 см.
Перші згадування піпи у літературі відносяться до 3 cт., перші зображення — до 5;ст. Назва піпи пов'язана зі способом гри на інструменті: «Пі» — рух пальців вниз по струнах, а «па» — зворотний рух вгору. Звук витягується плектром, а іноді нігтем, якому придають спеціальну форму. Піпу застосовують як сольний, ансамблевий та оркестровий інструмент.
Ерху, ерхуцінь — китайський двострунний смичковий інструмент, різновид хуціня. Звук легкий, ніжний, схожий на фальцет. Застосовують як сольний, ансамблевий та оркестровий інструмент. Існує різноманіття технік гри та багатий репертуар для ерху. Він один з найважніших китайських струнних інструментів. Його історія налічує понад 1000 років. Ерху складається з дерев'яного або бамбукового корпусу з декою зі шкіри змії, довгою шийкою, на яку натягнуті 2 струни та смичка з кінського хвоста.
Гуцзинь — історія його виникнення налічує більш ніж 3000 років.
Цинь — найдавніший із дзвінких китайських ударних інструментів. Це кам'яна пластина овальної форми, підвішена до рами; б'ючи по ній молоточком, можна отримати звук певної висоти. Поєднуючи різні за висотою звучання звуки інструмента, майстри створили бяньцин (у ньому 16 цинів), на якому можна грати, як на металофоні, витягуючи мелодію.
Ді — стародавній китайський духовий інструмент, поперечна бамбукова (дудка) флейта з шістьма ігровими отворами. Існує два види ді: цюйді в оркестрі («кунцюй») та банді (в оркестрі «банцзи»).
Юньло — набір самозвучних музичних інструментів — гонгів (ло — гонг), розташованих в певному порядку в рамі-стійці (в залежності від настройки). Кожен гонг видавав певну ноту. Розрізнюють дві основні форми цього інструмента: переносний і стаціонарний.
При розкопках залишків села Цзян, яке існувало 6 тисяч років тому, археологи знайшли 3 глиняних музичних інструментів. У одному з них — три отвори, за допомогою яких інструмент видає шість різних тонів. До цього вважали, що у китайській музиці використовували п'ять тонів: гун, шан, цзюе, чжи, юй, відповідні нотам до, ре, мі, соль, ля. Отже, 6 тисяч років тому у музиці використовували 6 тонів, один з яких є півтоном (чжи, відповідний ноті фа).
При розкопках у провінції Хубей були знайдені музичні дзвони епохи Супротивних царств. Вони так збереглися, що музиканти змогли зіграти на них твори Бетховена. Така знахідка доказує, що вже 2 тисячі років тому китайці знали та використовували 12-тонову октаву, що містить півтон.
Не зважаючи на те, що дзвони з'явилися пізніше за струнні інструменти, вони можуть претендувати на національне походження. Китайські дзвони (чжун) не мають язика, тому треба вдарити палицею з наконечником по зовнішній оболонці, для того щоб інструмент звучав. Давні дзвони мали чотиригранну форму, нові виготовляються округлою формою.
За часів династії Хань були популярні наступні музичні інструменти:
- Баньчжун (музичні дзвони);
- Гу (барабани) — старовинні китайські ударні інструменти з мембранофонів, різні за розміром двосторонні барабани, які супроводжували виконання гімнів в 11-8 ст. до н. е.;
- Сяо і ді (флейти);
- Шен — язичковий духовий інструмент. Його звучання за легендою та магічними віруваннями було схоже на голос фантастичної пташки-фенікса;
- Юй — давній музичний інструмент типу свірелі, який складається з тридцяти шести стволів. Про нього згадується в оповіді «Наслідування гри на юй».

Інструменти національних меншин кунхоу:
гучжен; гуцинь; піпа; фансян; юньбань; жуанцинь; тунбо; сегу; юньло;
хуцінь — родина китайських народних струнних смичкових інструментів, запозичених у давніх північних кочових народів; до родини хуцінь належать ерху, банху, еху, енху, які входять до складу китайських традиційних оркестрів.
Усі вони використовувались в оркестрах та стали народними Китайськими інструментами.

## Вплив конфуціанства на музику Китаю

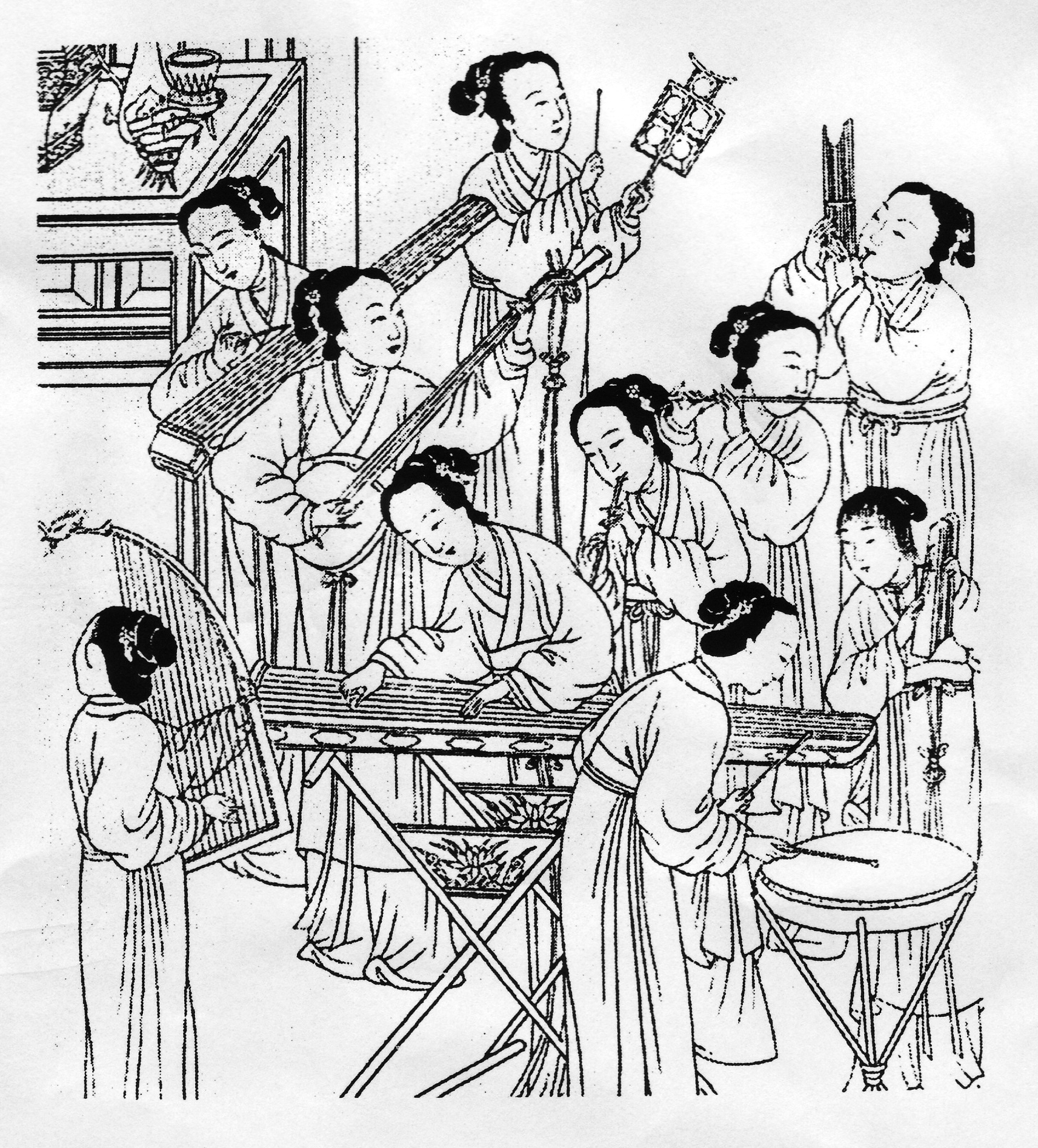

Перші згадування про китайську музику зустрічаються в легендах і міфах (їх виникнення дотується приблизно 4-3 ст. до н. е.). Вона завжди була тісно пов'язана з устроєм суспільства і філософією.
Найбільшого значення в Китаї набули релігійно — філософські системи, що склалися у 6-5 ст. до н. е. Непересічне значення у культурному житті Китаю мала релігійно-філософська система Конфуція.

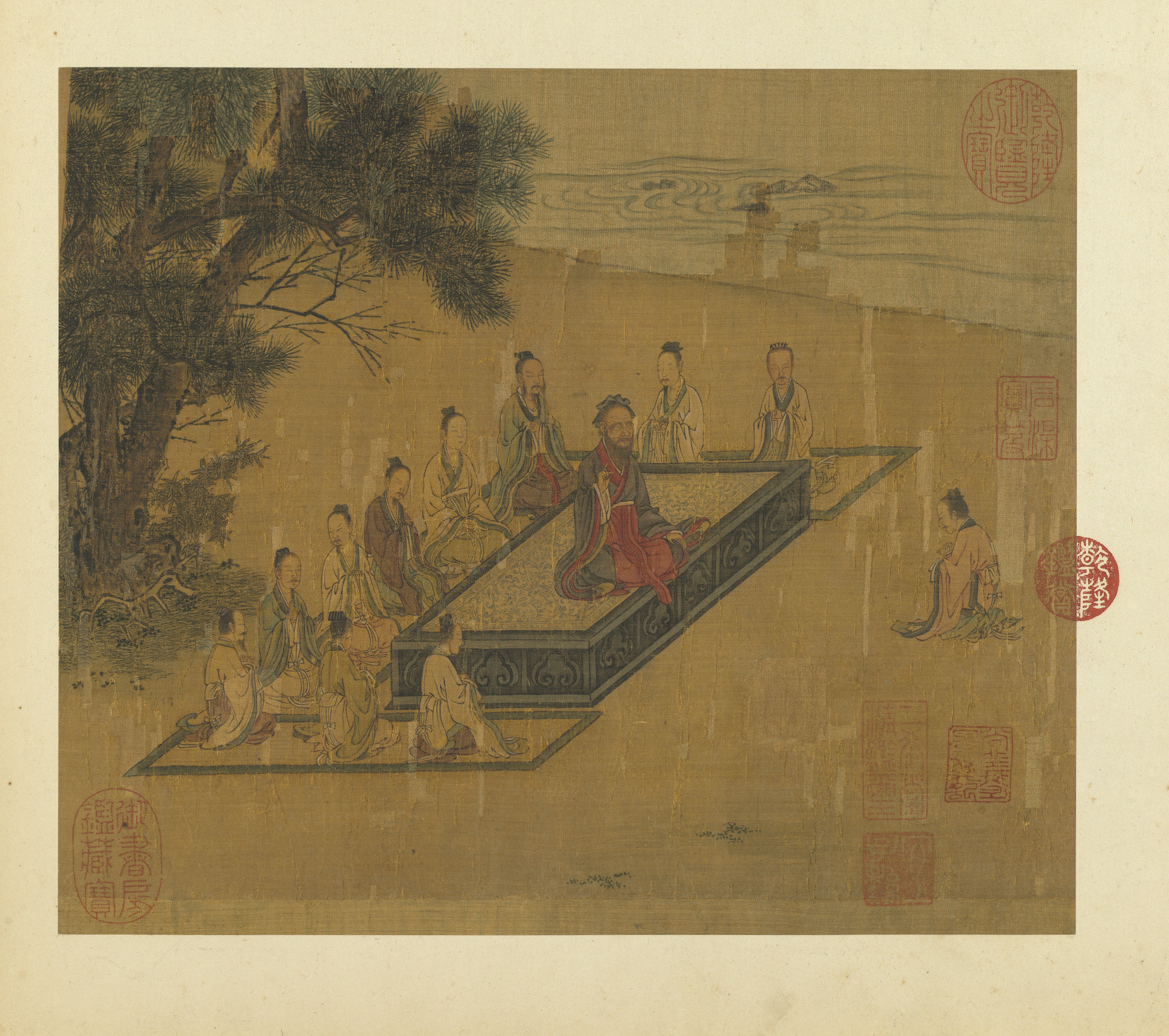
Невідомий художник з династії Сун.
Робота традиційно віднесена до Ма Хіжі (фл. 1131—1189). Альбом з цією роботою відомий як Ілюстрації класики Філіального благочестя. Картина зображує Конфуція у своїй резиденції, що дає лекцію своїм учням.

Конфуцій вважав, що музика являє собою мікрокосмос, втілюючий великий космос, а прекрасна музика сприяє істинному державному устрою, саме тому вона володіє строго визначеною структурою.
Для Конфуція Людина — центральна ланка усього його вчення, тому велику увагу він приділяв питанням самовдосконалення, звичаям, етикету. Він писав, що шлях до досконалості має три ступені: поезію, етикет і музику. Музика — засіб зміни поганих звичаїв, тому що вона вчить людину найтоншим відтінкам почуттів.
У 6 ст. до н.е. Конфуцій писав:
|  | Розум утворюється читанням, характер виховується правилами поведінки, остаточну ж освіту дає музика. |

|  | Всі музичні звуки народжуються в людському серці. Рухи людського серця викликаються зовнішніми предметами. Збуджені зовнішніми предметами, рухи серця знаходять втілення в голосі. Цьому голосу повинні відповісти інші, йому відповідні, і ось виходить відмінність. Виконання ансамблем різних гармонійних звуків музичного твору разом зі щитами, віялами з пір'я і бунчуками називається музикою. |

Найвидатніший філософ Стародавнього Китаю вважав навчання музиці важливою складовою в освіті людини. В ті часи бути освіченою людиною означало володіти шістьма видами мистецтв: виконувати ритуали, розуміти музику, стріляти з лука, управляти колісницею, вміти читати та знати математику. Музика здатна надихати учнів на виховання у собі моральних якостей та пом'якшувати характер, роблячи його гармонійним. Дана концепція відповідно до якої музика пов'язана з моральними зобов'язаннями та естетикою, і сьогодні визначає систему освіти.
Музика, поезія, танці — у поєднанні цих трьох явищ культури, конфуціанці бачили вираження справжніх норм взаємовідносин між людьми. «Слова можуть обманювати, люди можуть прикидатися, тільки музика не здатна на це» — саме так визначалась Давніми Китайцями суспільна функція музики.

## Система люй-люй
У китайській музиці була прийнята дванадцятиступенева хроматична звукова система люй-люй (кит. — закон, міра, стрій), яка символізує філософсько-космологічні та морально-естетичні уявлення Давнього Китаю. В її основі лежали дванадцять звуків. Кожний з них мав магічне значення: непарні звуки втілювали світлі, активні сили Неба, парні — темні, пасивні сили Землі. Усі разом вони висловлюють зміну місяців у році та години у добі. Приблизно у 7 ст. до н. е. з цього звукоряду було виділено п'ять важливіших звуків з назвами: перший — «палац», другий — «бесіда», третій — «ріг», четвертий — «збори», п'ятий — «крила». Їм відповідали п'ять першоелементів (вогонь, вода, земля, повітря, дерево); п'ять основних кольорів (білий, чорний, червоний, синій, жовтий); п'ять суспільних значень («правитель», «урядовець», «народ», «діяння», «речі»).
Вважалось, що за допомогою музики можливо впливати на ріст рослин, викликати дощ, а порушення вікової музикальної традиції може призвести до усіляких бід.
В основі системи 12-ступеневий звукоряд, який утворений 12 бамбуковими трубками різної величини. Вона не була основою розвитку інтонаційного ладового мислення, а її звуки не мали тяжіння до тоніки або один до одного. Винахідником люй-люй вважається міфічний правитель Хуан-ді.
У 16 ст. Чжу Цзайюй розвинув принцип рівномірного-темперованого 12 ступеневого звукоряду, завершивши досягнення системи люй.

## Китайська музична поезія
Музичне мистецтво Китаю спочатку виконувало ритуальні функції. У чжоуський період удосконалюється техніка музичної гри й музичні інструменти. Кількість музикантів, їхній ритуальний репертуар зумовлювалися значенням обряду й рангом його організатора. Новий розквіт культури та мистецтва Китаю починається з утвердженням династії Хань (206—220 рр. до н. е). Імператором У-ді (156 — 87 рр. до н. е.) була створена Музична палата Юефу, якій офіційно наказувалося збирати та обробляти народні мелодії та пісні. Завдяки талантові співця й музиканта Лі Яньняня й поета Сима Сянжу вона перетворилася на театральне управління, що відало виставами, в яких поєднувалися спів, танці та інструментальна музика. Ці види мистецтва в синтезі отримали могутній стимул для подальшого розвитку.
Блискучий поет Сима Сянжу, крім жанру поеми, близької до оди, успішно розвинув жанр музичної поезії, де ритміка вірша повністю визначалася мелодією. Пізніше назва «Юефу» стала терміном — назвою певного виду поетичних творів.
Літературний відділ Музичної палати проводив і величезну текстологічну роботу з пам'ятками стародавньої літератури. Почала розвиватися філологія, завдяки чому була систематизована літературна спадщина, складений її канон — «П'ятикнижжя»: «Шицзін» («Книга пісень»), «Шуцзін» («Книга історії»), «Іцзін» («Книга перемін»), «Лі-цзи» («Книга обрядів»), «Чунь-цю» ("літопис царства Лу). Мала увійти до канону і «Юецзін» («Книга музики»), шанована конфуціанцями, та на той час вона не збереглася.
Діяльність Музичної палати заклала основи нової традиції ліричної поезії.
Давньокитайська музика нероздільна з поезією. У 10 ст. були популярними виразні поетичні форми — чотиривірш ши; нова пісенно-танцювальна форма — дацюй. Поет та співак Кун Сан-чжуань був одним з творців нової форми пісні-балади (чжугундяо). Ці пісні супроводжувалися грою на струнних інструментах.
Епоха пісенно — поетичного жанру ци — вираження єдності музики та слова в китайській музичній культурі. Характер акомпанементу визначав поетичні особливості й інших жанрів.
У поезії поряд із класичною формою ши й канонізованими «романсами», ци велике місце займала пісенна лірика саньцюй, що писалася на відомі мелодії та існувала у вигляді окремих пісень (сяолін) чи пісенних циклів (саньтао).
Кінцевим етапом розвитку класичної музики Китаю є період Мін (14-17 ст.) У пісенному мистецтві з'явилася форма таньци (збереглась до 20 ст.) — римована балада, у якій декламація перемежовується зі співом, та супроводжується грою на струнних інструментах (виконавець одночасно співець, декламатор та акомпаніатор). Подальший розвиток таньци — баоцзюань та різні форми дагу — (оповідь у супроводі барабану під акомпанемент самого співця і струнного інструмента, на якому грає інший музикант). З 17 до 21 ст. Китайська музика традиційна.

## Музична культура у Китайському феодальному суспільстві
У період династії Суй і Тан, який є «золотою ерою» для музичної культури, була створена нова китайська музика (синтез народних мелодій і зарубіжної музики). Головним досягненням того часу було створення дацюй — музичної вистави, у якій поєднані спів, танці та інструментальна музика. Найвідомішими прикладами цього жанру є: «Цінський князь розгромлює ряди ворогів» (ця п'єса складається з 52 стансів, та має складну композицію і ритмічний малюнок), «Ічжоу», «Лянчжоу».
З часом дацюй, обмежене дворовими виставами, витискувалось простими, але більш динамічними баладами та оперою. Починаючи з 14 ст. інструментальна музика та співи стали характерними для оперного жанру. Також продовжувала розвиватися фольклорна музика і танці. Невеличкі ансамблі народних інструментів користувались великою популярністю.
Були відкриті 5 спеціалізованих музичних навчальних закладів, та створенні перші акторські професійні групи, у тому числі «Грушевий сад».
Після династій Сун і Юань з'явилася «синтетична музика». Одночасно лунали музика, співи та мелодекламація. При династії Юань музика розділилась на північну та південну. Опера «Куньцюй» виникла у часи династії Мін, а при династії Цін з'явилась пекінська опера, у якій поєднались усі види мистецтв.

## Китайський музичний театр

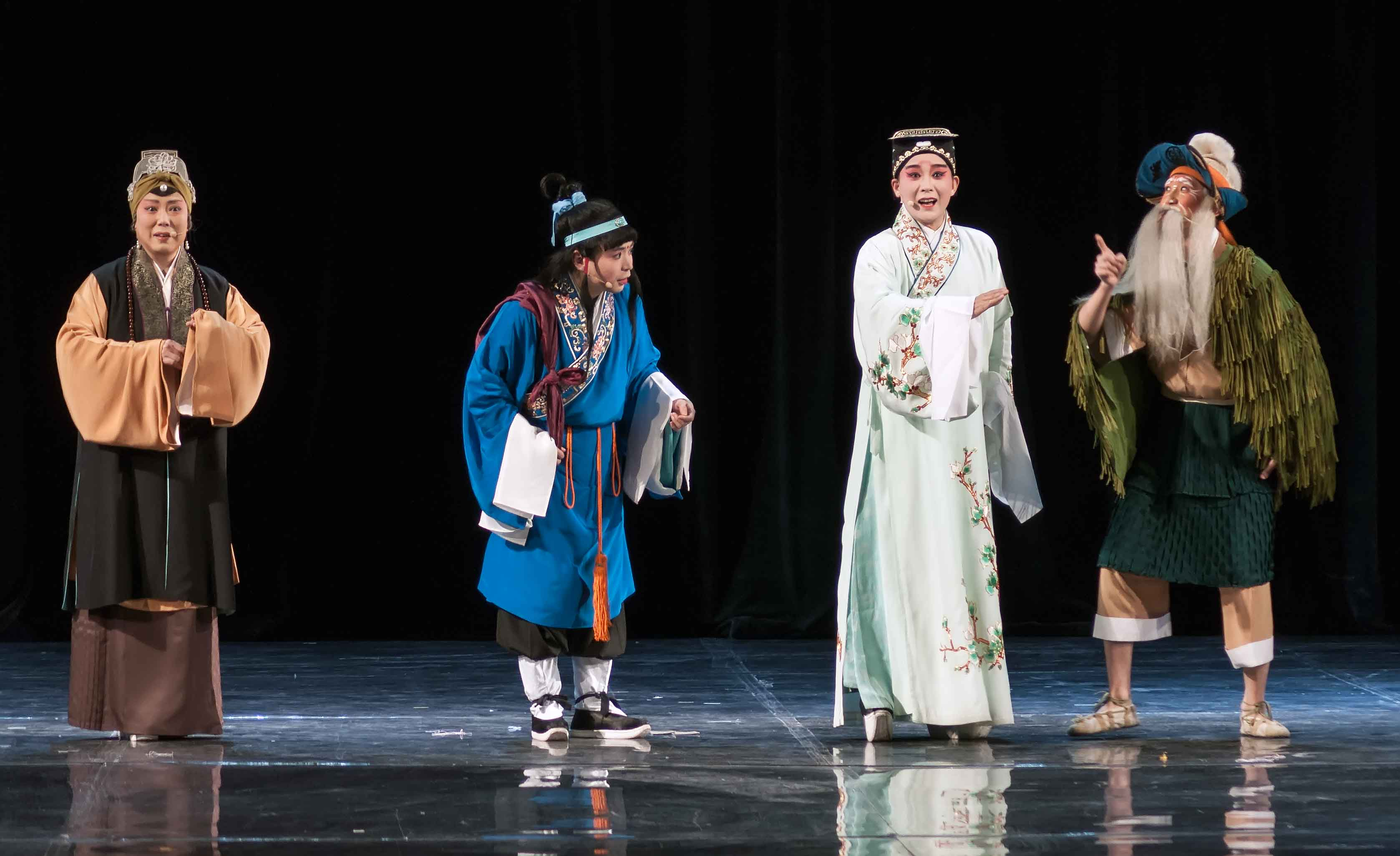
Кунцюй. Вистава — Легенда про нефритову заколку.

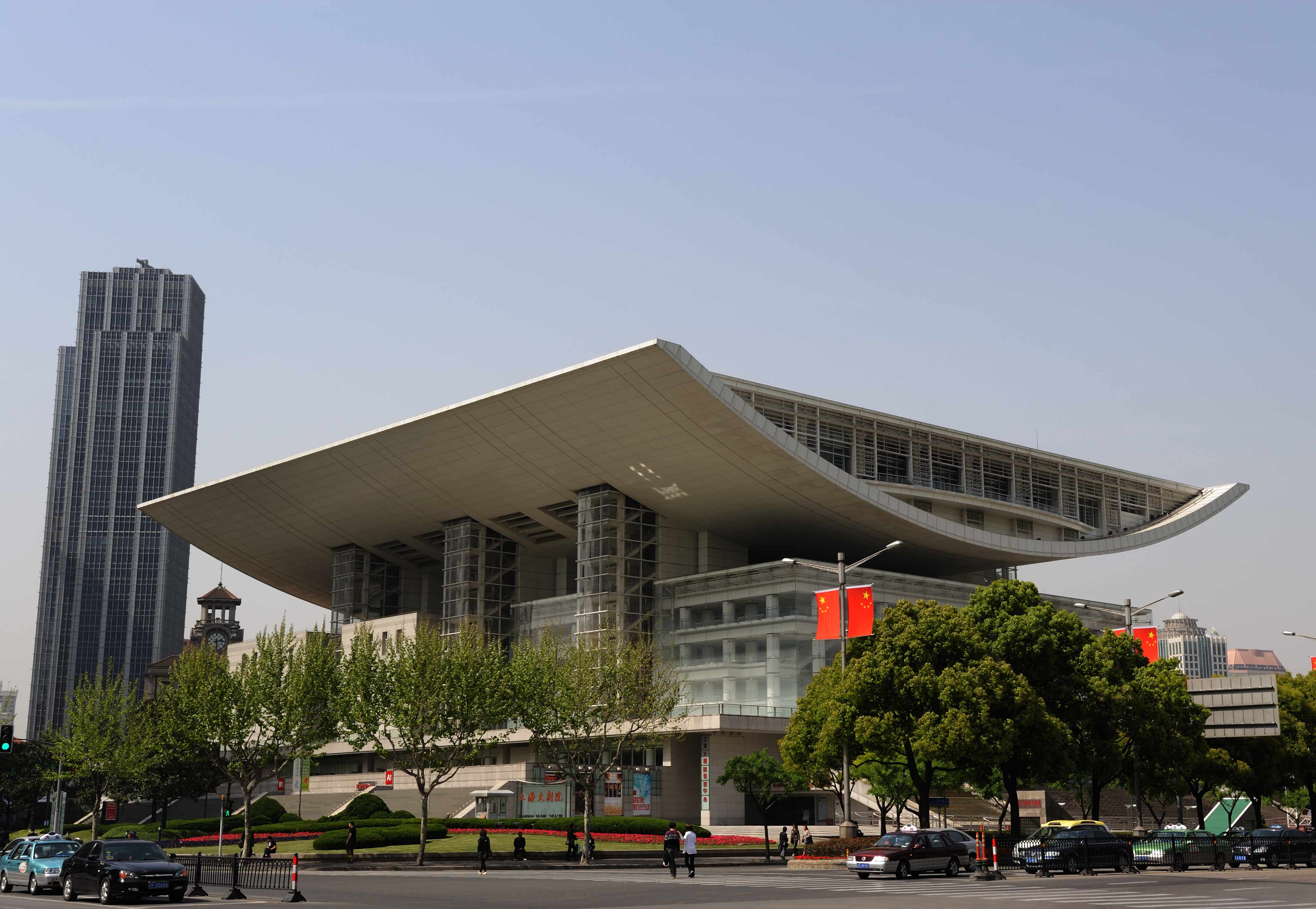
Опера в Шанхаї.

Театральне мистецтво Китаю зародилося у народних формах пісенно — танцювальної творчості, у піснях, танцях, та релігійних ритуалах. У період Тан (7-10 ст.) з'являється нова сценічна пісенно — танцювальна форма — дацюй, яка є однією з основ китайського театру. Вона об'єднала у собі музику, спів, танець та пантоміму.
Розквіт китайської музики припадає на 13-17 ст., коли розвивається музика, яка пов'язана з театром, з музичною драмою та юанською драмою. В 15-16 ст. У Південному Китаї досяг розквіту жанр куньцюй та куньшанська п'єса.
Найсформованішим жанром доюанського театру були наньсі — (південні п'єси), в яких об'єднувалися елементи фарсів цзацзюй («змішані вистави» які виконувались при дворі імператора, на рубежі XI-XII фарси виконувались для городян) та пісенно—танцювальних жанрів, у результаті чого виникли театральна форма імпровізаційного характеру з диференціацією акторських амплуа.
У юанській драмі головною була вокальна партія — арія (цюй). Юанські теоретики розкрили особливості храмової музики в залежності від виду релігії та характеру релігійного співу; ці риси притаманні і музичній драмі («даоси» співають про почуття, буддисти –про сутність, конфуціанці — про принципи). Саме у період Юань розповсюджується 7 — ступенева гама, аналогічна європейській мажорній, але яка отримала у Китаї самостійний розвиток.
В 15-16 ст. розквіт музично-театрального мистецтва, пов'язаний з творчістю актора та композитора Вей Лян-фу. Саме він вплинув на розвиток жанру куньцюй, залишивши після себе твір «Цюй Люй» («Метричні закони арій»), у якому викладена теорія «чистого співу» куньцян, а надалі став теорією театру куньцюй.
У другій половині 17 ст. нова маньчжурська династія зробила куньцюй придворним театром, з виконанням арій у більш живішому темпі. Згодом іянські мелодії (типи різних місцевих мелодій, які швидко пристосовувалися до смаків народного глядача) почали витискувати куньцюй, який на початку 18 ст. перетворився у театр для обраної публіки, що зашкодило йому надалі стати загальнонаціональним театром.
Кінець 18 ст. — народження нового театрального жанру — пекінська музична драма, яка стала загальнонаціональною формою китайського традиційного театру. У ній поєдналися численні театральні жанри, серед яких особливе місце займає куньцюй.
В середині 19 ст. з'явилася нова форма — пекінської музичної драми (цзинси), яка згодом сформувалася в загальнонаціональну класичну музичну драму Китаю.
Складовими китайського музичного театру є: лібрето, костюми, грим, декорації, а основою усього театрального дійства є музика, яка супроводжує промову акторів. Спектаклі супроводжувалися оркестром із 3-5 осіб, котрі грали на духових, ударних та струнних інструментах. За законами китайської опери, репліки без музичного супроводу могли промовляти тільки комічний персонаж «чоу». Усі інші персонажі промовляли свою роль у формі речитативу, або у формі арії під музику. Усі рухи актори виконували під музику. Навіть невеликі рухи очима та пальцями супроводжувалися ударом в барабан та гонг.

## Китайська традиційна музика

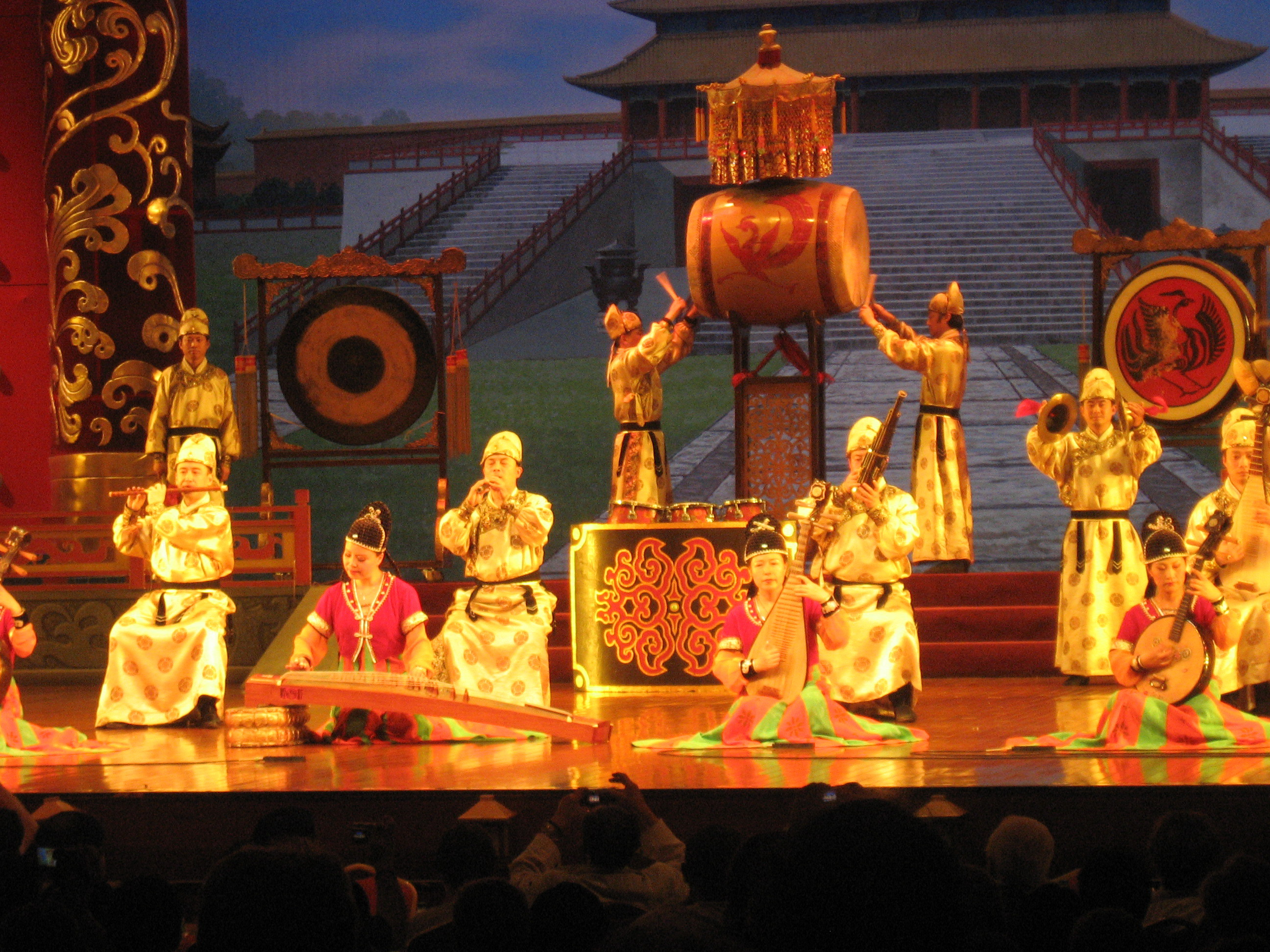
Концерт у Китаї.

Традиційна музика Китаю знає п'ятиступеневий та семиступеневий звукоряд. Але написані музичні твори у 7-ступеневій гамі зустрічаються рідко та належать до варіантів народної музики. Використовується під час здійснення ритуалів, для музичного супроводу співу та як акомпанемент у музичній драмі.
Головні ознаки китайської музики: пентатонність основного звукоряду: звуки розміщені з інтервалом у цілий тон або півтора тони. При оркестровому виконанні у китайській музиці не використовуються правила гармоній: усі інструменти грають в унісон або з інтервалом в октаву. У зв'язку з цим розподіл музичних творів на частини менш чітко пов'язаний з повторенням теми, ніж у європейській музиці.
Інтонаційний строй китайської музики має переважно семантичний (смисловий) характер інтонування, що зв'язано з природою китайської мови (володіє 4 типами семантичного інтонування, а у древності був і 5-й тип).
Найцікавіша особливість китайської музики — пентатоніка, тобто наявність у гамі п'яти щаблів. Європейська музика має діатоніку. Пентатоніка властива й музиці інших азійських народів. Вона є у монголів, корейців, тюркських народів. Також китайська музика надзвичайно різноманітна. У кожній китайській провінції, кожному місті або місцевості є свій жанр музики. Наприклад, у Китаї більше 300 видів музичної драми. Давньокитайські жанри — пісенні, танцювальні — усі збереглися до нашого часу. В Китаї дуже добре збереглося музичне національне мистецтво. А в багатьох місцях воно навіть відроджується на новій основі, завдяки народним святам під час яких звучить музика.
Органічний зв'язок музики зі словом вплинув на значущість вільних жанрів. Властивостями китайської народної пісні одноголосся та гетерофонія. Манера виконання відрізняється фальцетною, горловою окрасою звука. У інструментальній музиці є елементи багатоголосся, особливо в ансамблевому виконанні.
З часом у китайській музиці також відбулися зміни: еволюціонував характер виконання музики й самі музичні інструменти таки як: янцинь, гуцинь, чжен, ерху, ді, лушен, бау. Розширився діапазон їх звучання. Були докладені зусилля для підвищення якості інструментів.
Важливішою особливістю сучасної професійної музики Китаю є її народність.

## Китайські розповсюджені музичні інструменти
В сучасному Китаї не забуті стародавні музичні інструменти, які прийшли із глибини століть і дотепер звучать, як в оркестрах, так і сольно. Так під час церемонії відкриття Олімпіади в Пекіні пролунало сто древніх китайських інструментів. А на таких стародавніх інструментах, як піпа, ерху сучасні виконавці віртуозно виконують не лише стародавні мелодії, але й сучасні мотиви.
До най розповсюджених музичних інструментів відносять:

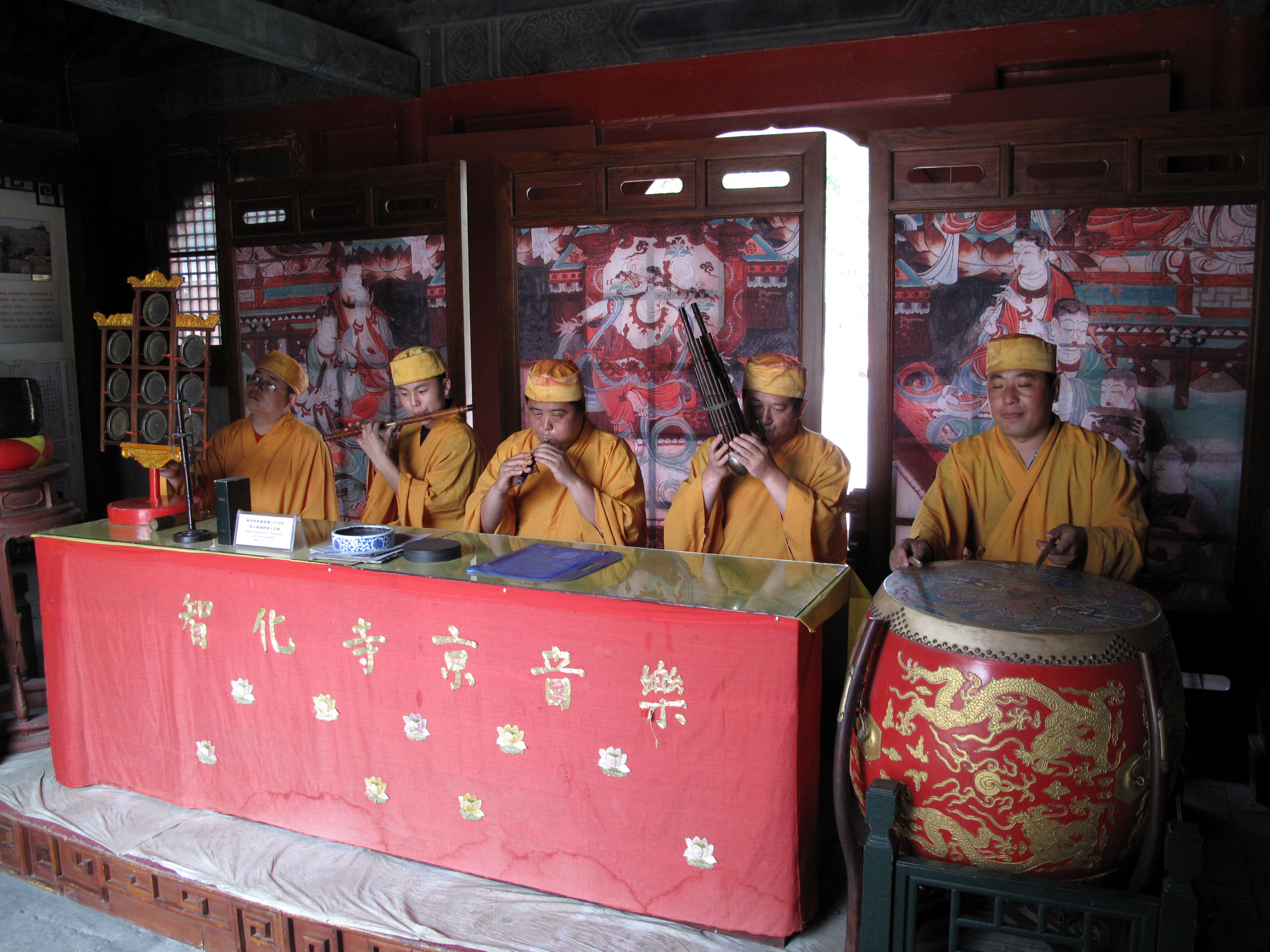
Храмові музиканти. Чжихуа Сі, Пекін. Безперервна музична традиція в храмі представлена 27-м покоління музичних майстрів. Музиканти грають на музичних інструментах (з права наліво) барабан, шен, флейта та настроєні гонги.

- Баньху — китайський двострунний смичковий інструмент з корпусом із половини кокосового горіха та довгою шийкою без ладів з хроматичним діапазоном. Застосовується як оркестровий інструмент.
- Кларнет (чжу-ді) має десять отворів і тоненьку тросникову трубку для рота.
- Сяо — китайська бамбукова флейта; зустрічається у вигляді багатоствольної (скріплені між собою як у пан-флейті 13-16 дудочок) та окремої флейти останній варіант популярний завдяки простоті виготовлення.
- Сан — духовий інструмент, за формою схожий на конусоподібний ящик, або гарбуз зі вставленими в неї сопілками з клапанами.
- Гонг — ударний інструмент з родини ідіофонів. Це металевий диск діаметром 50-80 см із загнутими краями, підвішений на шнурі. Висота звука, схожого на звук там-тама, залежить від діаметра гонгу. Його звук здатний виганяти злих духів. Тому у нього б'ють при сонячному затемнені. Зараз Цей музичний інструмент має близько 30 видів.
- Ло — китайський ударний інструмент з родини ідіофонів, подібний до гонга; до комплекту входить 13 — 24 інструменти; застосовується в китайських національних оркестрах.
- Лушен — китайський духовий язичковий музичний інструмент, різновид шена з дерев'яним, мідним або гарбузовим комплексом, шістьма трубками з бронзовим язичком; застосовується як сольний, ансамблевий та оркестровий інструмент[21].

- Гуань — китайський духовий язичковий інструмент з дерев'яним, або бамбуковим циліндричним стволом з 7 отворами та подвійною тростиною; входив до складу церемоніального оркестру; сучасний гуань застосовується як сольний або ансамблевий інструмент.
- Пайсяо — китайський варіант панфлейти був винайдений в 2 ст. до н. е. 12 бамбукових трубок створюють єдину флейту з м'яким звучанням.
- Літофон, барабани, кастаньєти.

## Традиційна китайська нотація
Запис музики у Китаї ведеться за допомогою ієрогліфів, позначаючи ноти. Записують їх вертикальними колонками ієрогліфічних знаків, розташованих з права на ліва. Крапка, яка знаходиться праворуч позначає кінець музичної фрази, доповнюючи вказівки пишуть дрібнішими ієрогліфами. Вокальні партії фіксуються у рамках і засобами пентатонічної системи з уточненням, яке місце у музичному тексті займає ступень гун. Партії ударних 14 інструментів записують у 12- степеневій системі люй-люй. Для партії струнних використовують монгольську нотацію. Традиційна китайська система нотації має недоліки: в ній не виражені відносна довжина звука та паузи. Ритм іноді позначається особливими знаками.

## Музична культура КНР у ХХ столітті

### Загальна характеристика
До 17 століття музика Китаю розвивалася у замкнутому середовищі. Виникнувши тисячоліття тому музичні традиції трансформувалися в скромні жанри, які мало відрізнялися один від одного, і лише на початку 17 століття розпочався процес формування нових музичних напрямків.
Починаючи з 17 ст. до новітнього часу китайська музика залишається традиційною та зберігається її виключна автентичність. Істотно відчувається у китайській музиці і європейський вплив.
Після руху «4 травня» 1919 року китайська музична культура вступила у новий стан свого розвитку. Сплеск прогресивного музичного руху та знайомство з західною музикою породили таких революційних музикантів, як Нє Ер (1912—1935) — автор масових патріотичних пісень, Сі Сінхай (1905—1945 рр.). Люй Цзи, Хуан Цзі (1904—1938 рр.), Чжаншу (1908—1938 рр.).
Саме вони є засновниками нової музики. Видатними творами того часу є «Марш добровольців», «Пісня про Великий похід», «На горах Тайхан», кантата «Жовта ріка».
1953 року при Китайській асоціації літератури й мистецтва було організовано Спілку китайських композиторів. З 2-ї половини 60-х років було припинено виконання зарубіжної й китайської (написаної до 1966 р.) музики, заборонено європейські музичні інструменти. Виконувалося лише кілька "зразкових музичних п'єс, що відповідали ідеям Мао Цзедуна.

### Музична освіта КНР
1919 року при Пекінському університеті було відкрито музичне відділення, на якому викладання відбувалось за програмою європейських закладів вищої освіти. У 20—х роках у Китаї розпочалась широка пропаганда і виконання європейської музики.
Консерваторії зі школами I та II ступенів були створені у Шанхаї, Ченду, Пекіні, Сіане, Гуанчжоу, створивши єдину систему музичної освіти усіх рівнів. У консерваторіях були відкриті відділення композиції, народної музики, вокалу, оркестрової та фортепіанної музики. У Центральній консерваторії були відкриті відділення: сучасної опери, музикознавства, диригування. Викладали такі музиканти, як: Лу Цзі, Хе лутін, Чжао Фен, Дін Шаньде, Цзян Дінсянь, Ань Бо, Тань Шучжень та інші.
Музичні відділення та курси були відкриті в Академії мистецтв, у Центральному інституті національностей, педагогічних інститутах та училищах практично усього Китаю.

### Виконавче мистецтво КНР

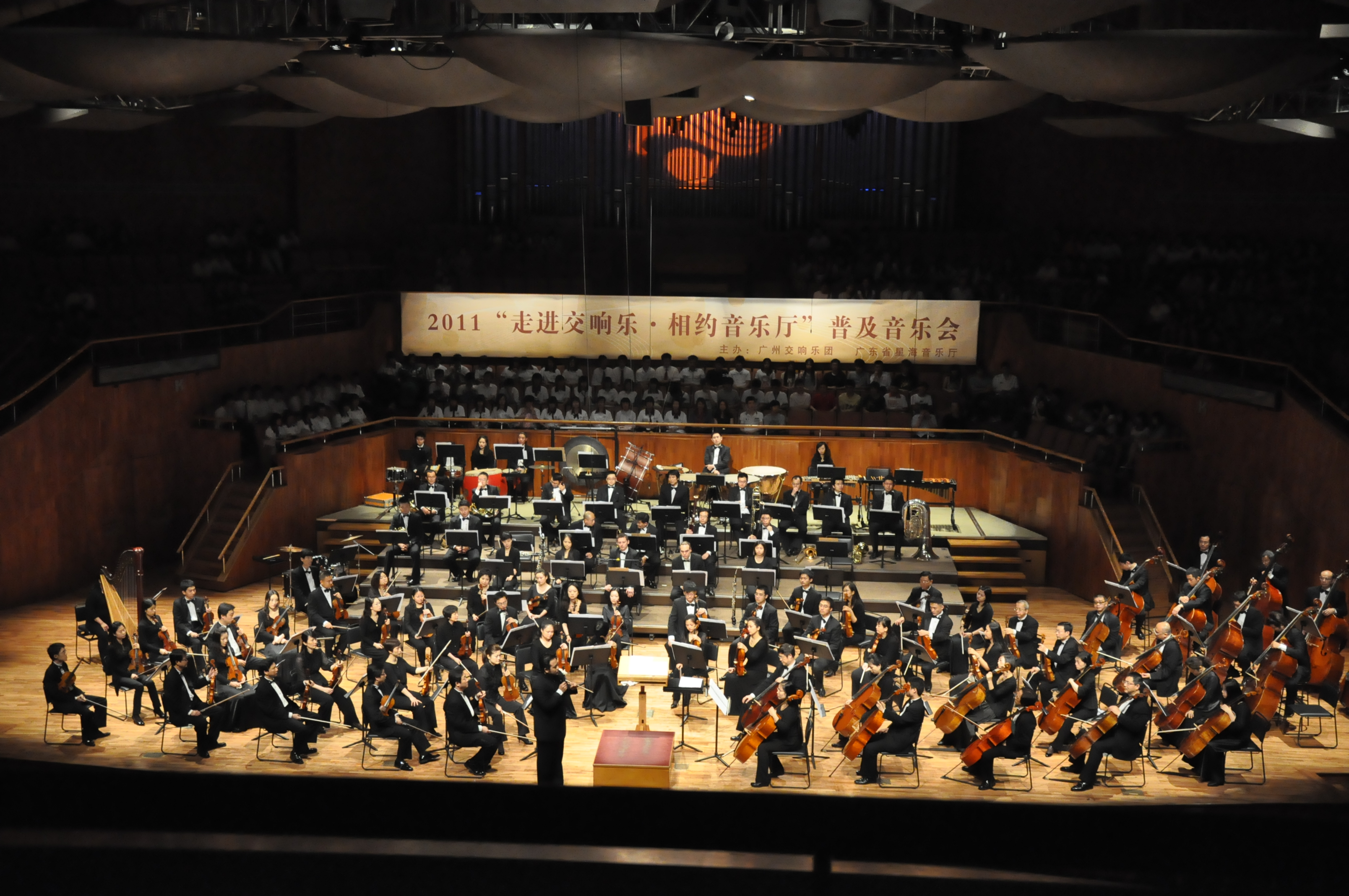
Гуанчжоу оркестр у концертному залі Xinghai.

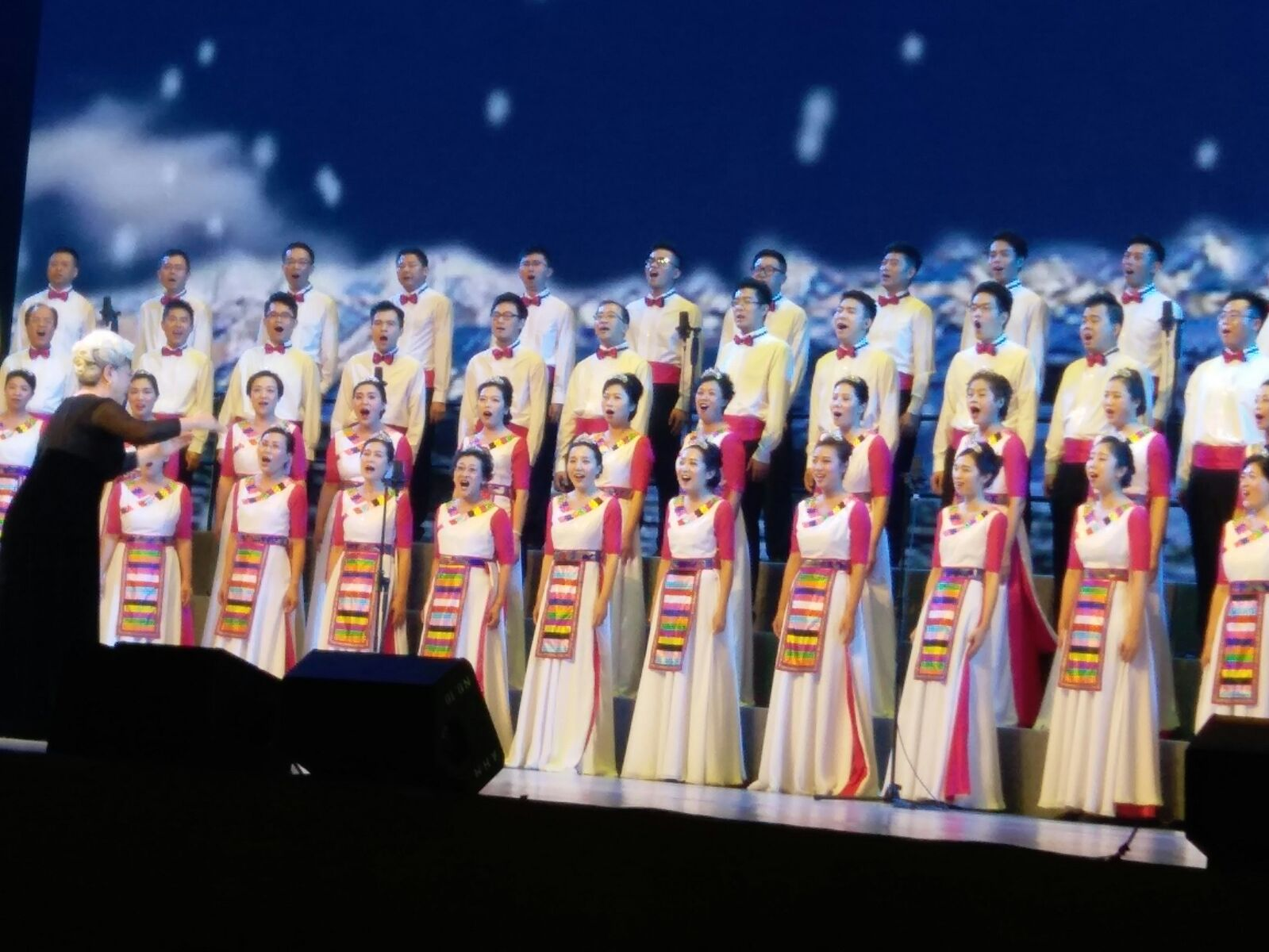
Співоче шоу-презентація Гонконзький Колізей у червні 2017 року.

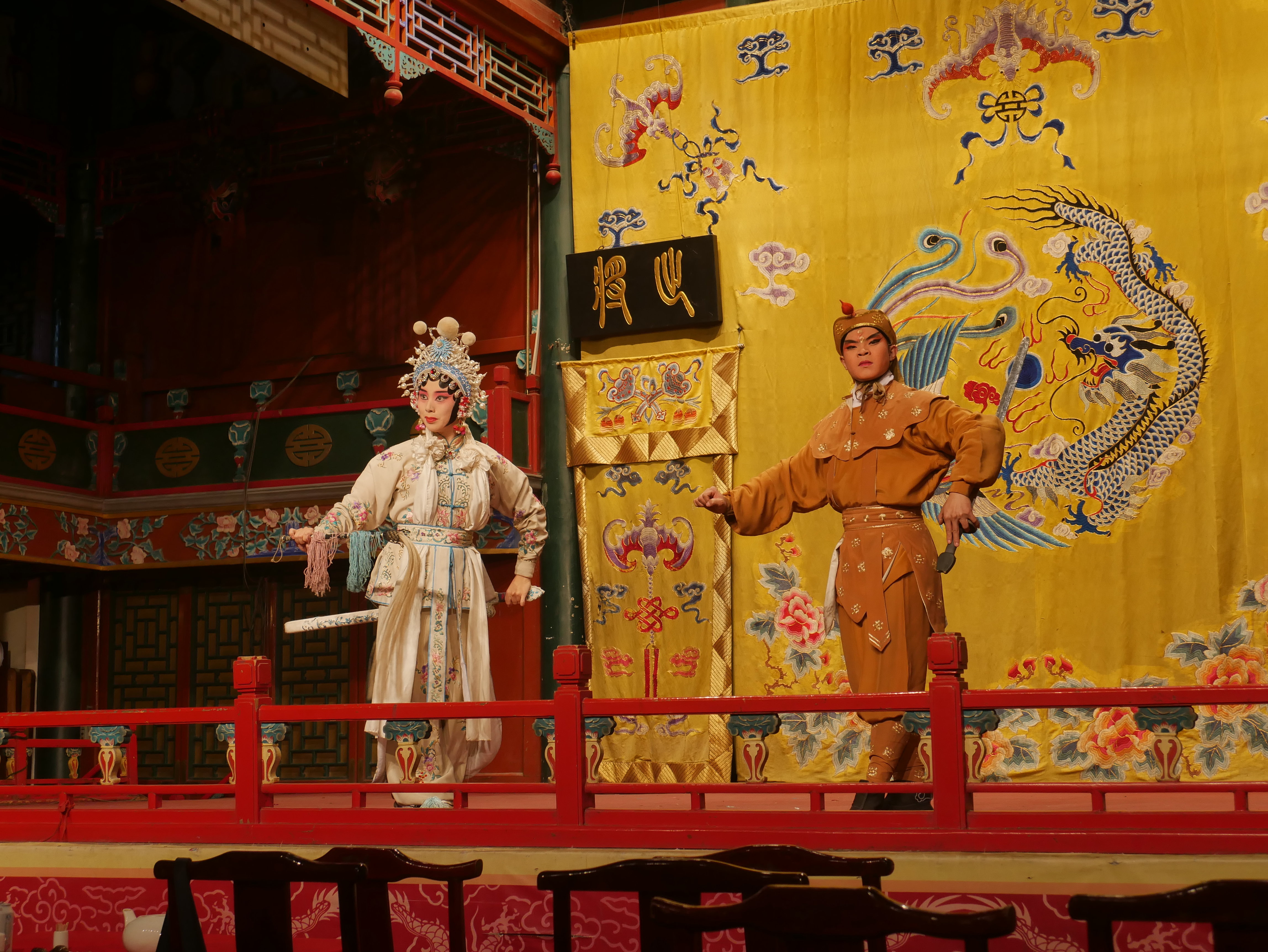
Пекінська опера: «Легенда про білу змію».

У Китайській Народній Республіці успішно розвивались хоровий спів, симфонічна музика, ансамблі народних інструментів, сольне виконання. Організовано багато колективів професіональних виконавців — Центральна філармонія, Ансамбль пісні ті танцю Сходу, Центральний філармонічний оркестр народних інструментів, Центральний театр сучасної опери, Театр сучасної китайської опери та танцювальної драми, Центральна балетна трупа, воєнний оркестр, оперна трупа, ансамбль китайської музики, Шанхайський театр сучасної опери, Шанхайський симфонічний оркестр у Гуанчжоу. З ведучими колективами працювали такі
видатні диригенти, як: Лі Делунь, Янь Лянкунь, Хань Чжунцзе; композитори: Лю Чжи, Цюй Вей, Чжан Жуй; вокалісти: Чжан Цюань Ван Кунь Го Ланьін.
Розвиток виконавчого мистецтва сприяв появі усіх видів мистецтва. Були створені твори (особливо пісні та інструментальні п'єси), які стали досить відомими. До них відносять сучасну оперу «Одруження молодого Ерхея», симфонію «Великий похід», музику для струнного ансамблю «Зображення місяця у двох джерелах», фортепіанний концерт «Гірський ліс», кантату «Ода Батьківщині»

## Сучасні жанри китайської музики

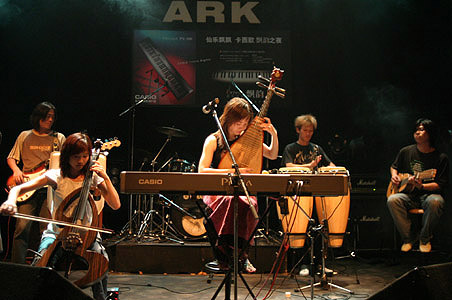
(Гонконг): гурт Wenner у Гонконгу, зроблений у 2011 році.

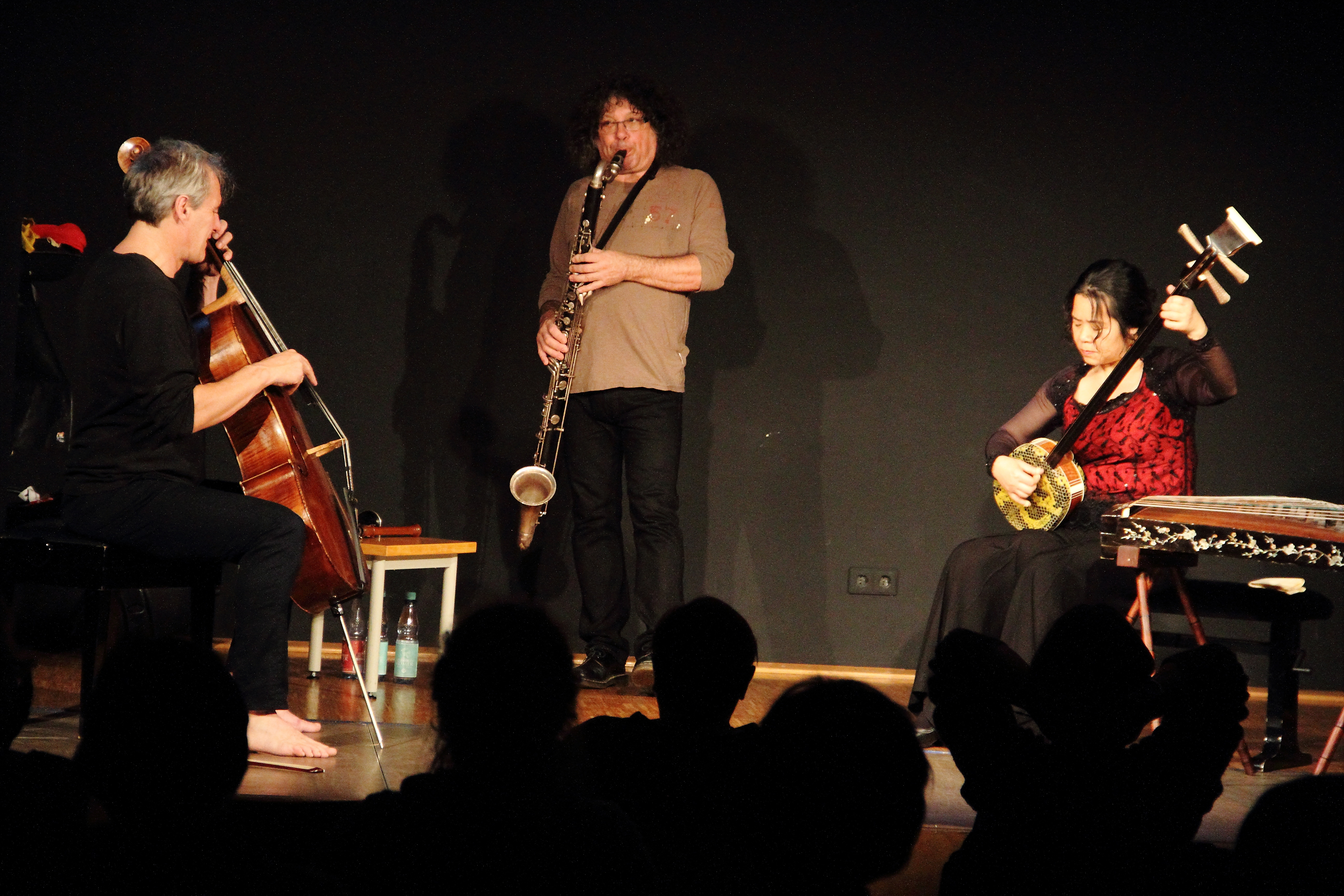
Тріо «Схід-Захід» у KULT Niederstetten. Безкоштовно імпровізуюче тріо складається з Сюй Фенксіа (guzheng, sanxian, voc), Дідьє Петі (віолончелі) та Сільвайн Кассап. Джаз.

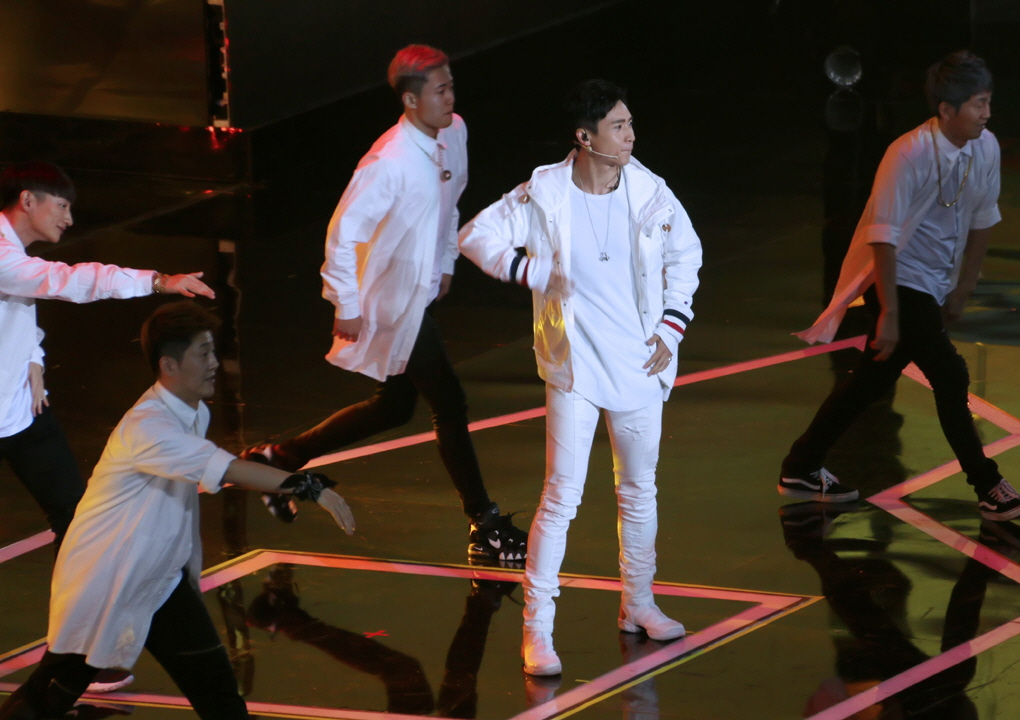
Китайський поп виконавець.

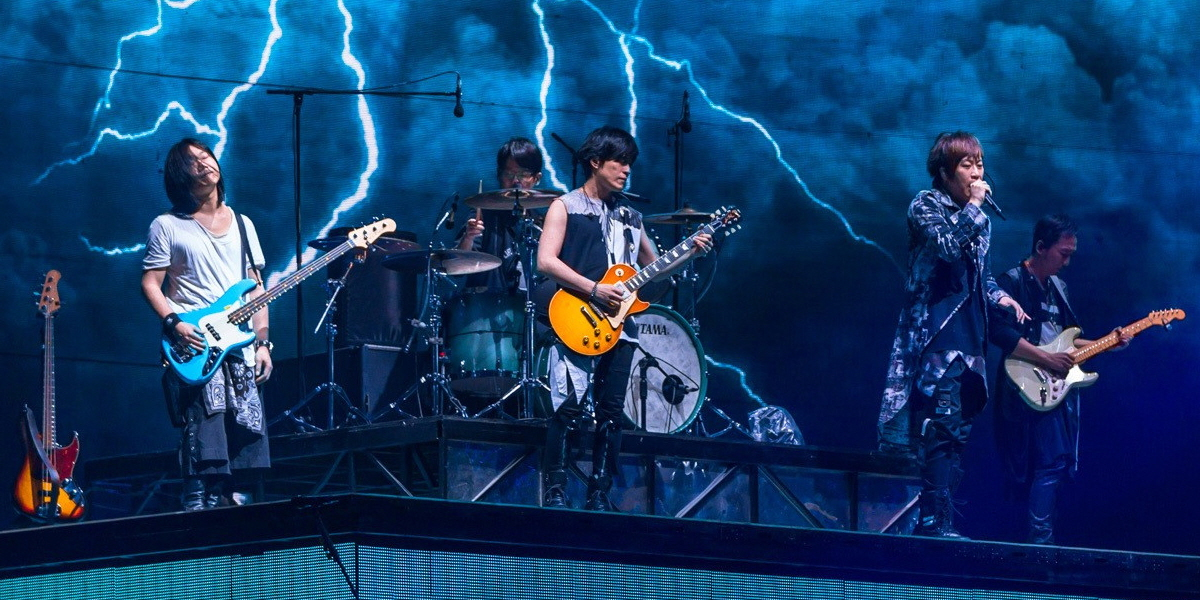
Ong-hwa виступає на Top Chinese Music Awards у Шеньчжені, Китай. Рок—музика

Китай вперше познайомився з сучасною поп-музикою в 1985 році. Тоді в країну з гастролями приїхав поп-дует Wham! У складі якої був Джордж Майкл. Це були перші в історії концерти західних артистів в Піднебесній.
Шведська група Roxette потрапила до Китаю у 1993-му році.
Група Rolling Stones до Китаю завітала вперше у 2007 році.
У КНР звичайна естрада — єдиний розповсюджений жанр сучасної китайської музики. Існує 2 основних напрямки цього жанру зі звуковими назвами:
Мандопоп — китайська поп-музика, яка почала формуватися на основі традиційної ще в 1920-х роках. Виконується на мові мандарин — це група діалектів, на якій розмовляє в основному північна частина країни.
Кантопоп — китайська поп-музика отримала розвиток з 1960-х років під впливом джазу, рок-н-ролу та західної поп-музики. Виконується на кантонському діалекті, поширеному в південній частині Китаю і є офіційною мовою Гонконгу. Саме представники кантопопу впливають на сучасну китайську естраду. Яскравий представник сучасної естради — китайський співак Лю Хуань.
Батьком китайського року вважається Цуі Джиан. В середині 80-х років його англомовна пісня Nothing to My Name була дуже популярною серед молоді. В 1989 році під час студентського майдану у Пекіні, саме ця пісня Цуї Джиана була їхнім гімном. Студентів розігнали танками, але згодом в Китаї розпочався бум рок-музики.
Найпопулярнішою групою цього періоду стала «Династія Тан». Але в 1993-му році усе закінчилось. Лише на початку 2000-х років, коли в країні різко стали популярні американські поп-панк та ню-метал з'явилися місцеві колективи, що грають рок-музику. Розвиток китайського року продовжується і дотепер.
Такий музичний жанр як реп в Китаї не популярний. Річ у тому, що сила слова у цьому жанрі має вирішальне значення, а в Китаї існує безліч діалектів і вони так різняться, що мешканці різних провінцій навряд чи розуміють один одного. У таких умовах репери були вимушені перейти на англійську, а це не дуже патріотично. Внаслідок багато музикантів емігрували до Америки, так на початку 90-х років США захлиснула хвиля китайського репу.
у КНР за останні 30 років створена справжня музична індустрія, створюються тисячі пісень, які швидко стають популярні по всій країні. Зараз пісні з Тайваню й Гонконгу, як і раніше дуже популярні, адже вони часто співаються у континентальному Китаї загальновживаною мовою путунхуа, тому дуже зрозумілі більшості людей.
До початку нового тисячоліття з'явилося кілька сотень музичних жанрів, які так чи інакше мають за основу традиційну народну культуру.
Отже, сучасна музика Китаю розвивається таким же шляхом, що й інші країни: поп, рок, шансон, реп.
- У 21 ст. з'явився сучасний жанр Джунго Фен — суміш популярних жанрів заходу та неповторного азійського колориту.
- Менгу Мінге — монгольський музичний стиль, який вважається для Піднебесної європейським фольклором, хоча за своїм звучанням це безсумнівно азійська естетика.
- Сиань Мінге — один із найпопулярніших жанрів китайської поп-музики. Традиційні наспіви Тибету у кінці 20 ст. перетворилися в естрадний стиль від регіонального рівня до державних концертів.
- Дайцу Мінге — інструментальні композиції та мажорні пісні для швидких танців. Фірмовим інструментом цього жанру є флейта хулуси.
- Сяонань — Міняо — китайська студентська пісня. Це різні авторські пісні від романтичних до протестних, виконані під акомпанемент акустичної гітари.
- Сібей Фен — китайський варіант американського поп — року з яркими текстами пісень на гостро—соціальні теми, який вбрав в себе традиції регіональної опери та європейської культури[26].
- Яогун-рок — музика від класичного рок-н-ролу до тяжкого металу. Цей жанр у Китаї з'явився у кінці 1980—х років, та дуже швидко став популярним. Створені цілі школи, які готують музикантів цього жанру.
- Жанр Сяо Циньсинь — з'явився в середині 2000-х років, в основі якого мінімалістичні аранжування та сентиментальні тексти про любов та сучасний світ. Із західних жанрів дуже схожий на інді-поп.